# Marvel’s Midnight Suns
Marvel’s Midnight Suns — тактическая ролевая игра, разрабатываемая Firaxis Games в сотрудничестве с Marvel Games и издаваемая 2K. В ней будут представлены персонажи из нескольких серий комиксов Marvel, таких как «Сыновья полуночи», «Мстители», «Люди Икс» и «Беглецы». Игроки смогут создать своего собственного супергероя по имени Охотник с выбором из более чем 40 различных способностей.
Впервые игра была анонсирована на выставке Gamescom в 2021 году и вышла 2 декабря 2022 года для Windows, PlayStation 5 и Xbox Series X/S. Версии для PlayStation 4 и Xbox One были выпущены 11 мая 2023 года. Планировалось также выпустить версию для Nintendo Switch, но впоследствии она была отменена.

## Сюжет
Игра основана на серии комиксов «Rise of the Midnight Sons» 1990-х годов, в которой Мстители сотрудничали с различными героями комиксов Marvel, такими как «Призрачные гонщики», но не будет точным пересказом событий этой серии. Мстители и другие сверхъестественные персонажи объединяются с новым супергероем Охотником, чтобы остановить Гидру, пробудившую Лилит (Мать всех демонов). Охотник — ребёнок Лилит и единственный, кто может её убить. В игре будет 13 разных героев, в том числе Охотник.

## Разработка
Слухи о том, что студия Firaxis Games, создавшая серию пошаговых тактических стратегий Civilization и XCOM, разрабатывает игру по вселенной Marvel, похожую на XCOM, появились в начале июня 2021 года в преддверии выставки E3 2021. Джейсон Шрайер из Bloomberg подтвердил, что такая игра находится в разработке, однако не уточнил, когда планируется её анонс.
Midnight Suns была официально анонсирована на выставке Gamescom 25 августа 2021 года. Предполагаемой датой выхода игры был назначен март 2022 года. В январе 2022 года Майкл Джей Уайт объявил, что будет озвучивать Блэйда. В мае 2022 года игра получила в Австралии возрастной рейтинг M (от 17 лет и выше) — за наличие определённого уровня «жестокости», мат, употребление наркотиков, секс и небольшое присутствие наготы. В июне 2022 года, одновременно с появлением Человека-паука в роли игрового персонажа, было объявлено, что Юрий Ловенталь озвучит Питера Паркера в Midnight Suns, повторив свою роль из игр Marvel’s Spider-Man от Insomniac Games и Marvel Ultimate Alliance 3: The Black Order. Нико Минору озвучила Лирика Окано, которая повторила свою роль из телесериала «Беглецы», являющегося частью кинематографической вселенной Marvel.

## Отзывы
| Русскоязычные издания | Русскоязычные издания |
| Издание               | Оценка                |
| --------------------- | --------------------- |
| StopGame.ru           | «Изумительно»         |